# Marcos Barreto
Marcos Barreto (Santa Maria, 1959 - Porto Alegre, 14 de agosto de 2011) foi um ator e diretor de teatro brasileiro. 

## Biografia
Iniciou sua carreira em 1976. Em 1981 muda-se para o Rio de Janeiro onde se gradua no Curso Regular de Formação do Ator na Casa das Artes de Laranjeiras. Em 1985 passa a atuar na Cia. de Ópera Seca com direção de Gerald Thomas onde permanece até 1990. Neste período participa como ator das peças: Matogrosso, Carmen com Filtro, Trilogia Kafka, Eletra com Creta, Um Processo e Uma Metamorfose. 
Em 1991, retorna para Porto Alegre onde inicia a carreira de diretor com a peça Lovemember, de sua autoria, sucesso de público e crítica, apresentada no Teatro São Pedro. Dirige então as peças: Quero Sim, escrita por João Gilberto Noll especialmente para o diretor, Zoo History, de Edward Albee, Eu e os Nós (criação coletiva com o Grupo Górdios e Busílis), Pois é Vizinha (baseado em Una Dama Solla, de Dario Fo), A Cantora Careca de Eugene Ionesco entre outras. Em 2004, dirige e interpreta, junto com a Cia. Gaúcha de Cantadores o espetáculo Causos e Milongas - Um Musical Pampeano, com textos de Simões Lopes Neto, em várias cidades do Rio Grande do Sul.
Paralelamente continua com a carreira de ator participando de diversas produções audiovisuais como: Anahy de las Missiones, O Amante Amador e a Coisa Certa, ambas produções da Casa de Cinema de Porto Alegre e mais recentemente da minissérie A Casa das Sete Mulheres. Em 2005 o ator e diretor fixa residência novamente no Rio de Janeiro , trabalhando na novela Vidas Opostas, da Rede Record de Televisão. Durante este período, dirige a peça Cassino Coração, de Frank D. Gilroy e desenvolve junto com o autor Paulo Bauler o projeto Os Diálogos de um Louco para dar continuidade na sua trajetória, agora unindo concepção e interpretação. 
No ano de 2008, atuou no longa-metragem documentário Santa Catarina - A História não revelada, de Liliane Motta da Silveira. Também teve uma participação especial em A Favorita, como Joselito Baraúna.
Em 2009, dirige a peça Afinidades Eletivas, adaptação feita pelo mesmo da obra de J. Wolfgang Goethe. Durante este período, teve participações em novelas da Rede Globo, atuando em Viver a Vida, Malhação e Caras e Bocas. Também atuou em diversos filmes e curta metragens, como A Invasão do Alegrete. Seu último filme foi Saber do Amor, onde atuou ao lado de Luiza Blocker. O filme teve autoria e direção de Paulo Bauler.
Em janeiro de 2011, regressa à Porto Alegre e é convidado a assumir a diretoria da Casa de Cultura Mario Quintana. No dia 14 de agosto de 2011, o ator morreu em decorrência de um ataque cardíaco.